# Zayandehfloden

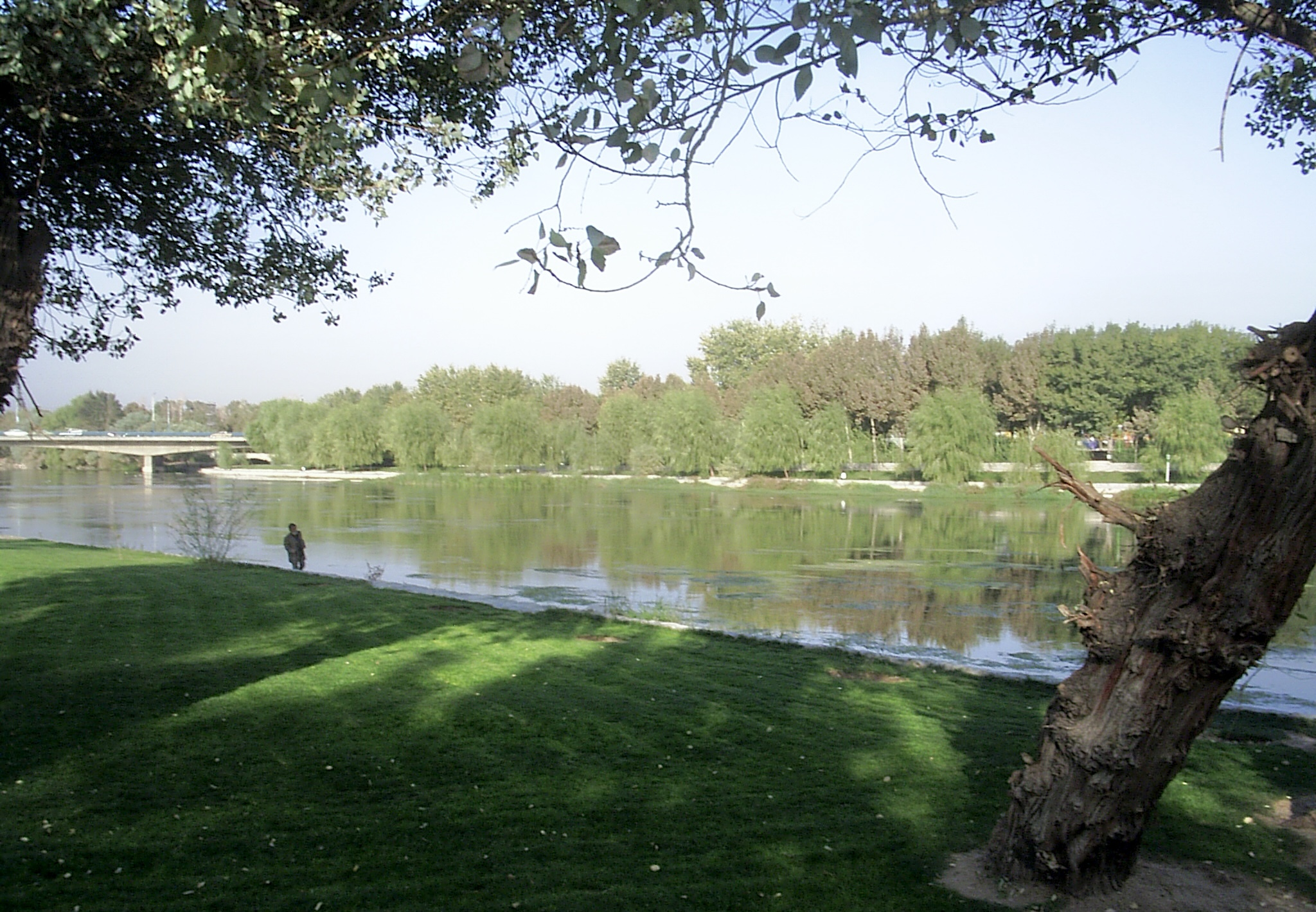
Zayandehfloden i Isfahan

Zayandehfloden är en flod i Iran, i provinserna Chahar Mahal och Bakhtiari och Esfahan.

## Bildgalleri

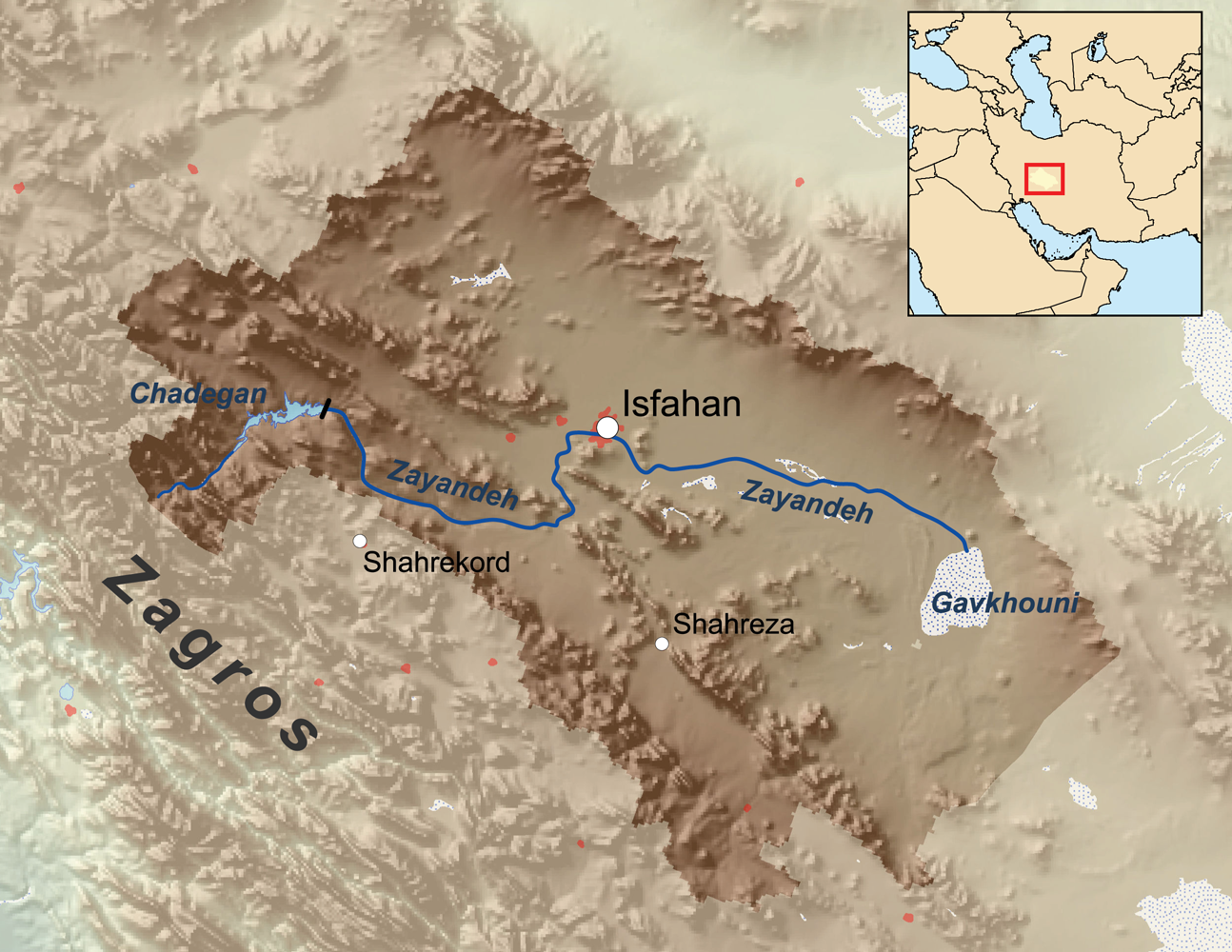
Karta över Zayandehfloden och Zayandehs/Gavkhounis avrinningsområde
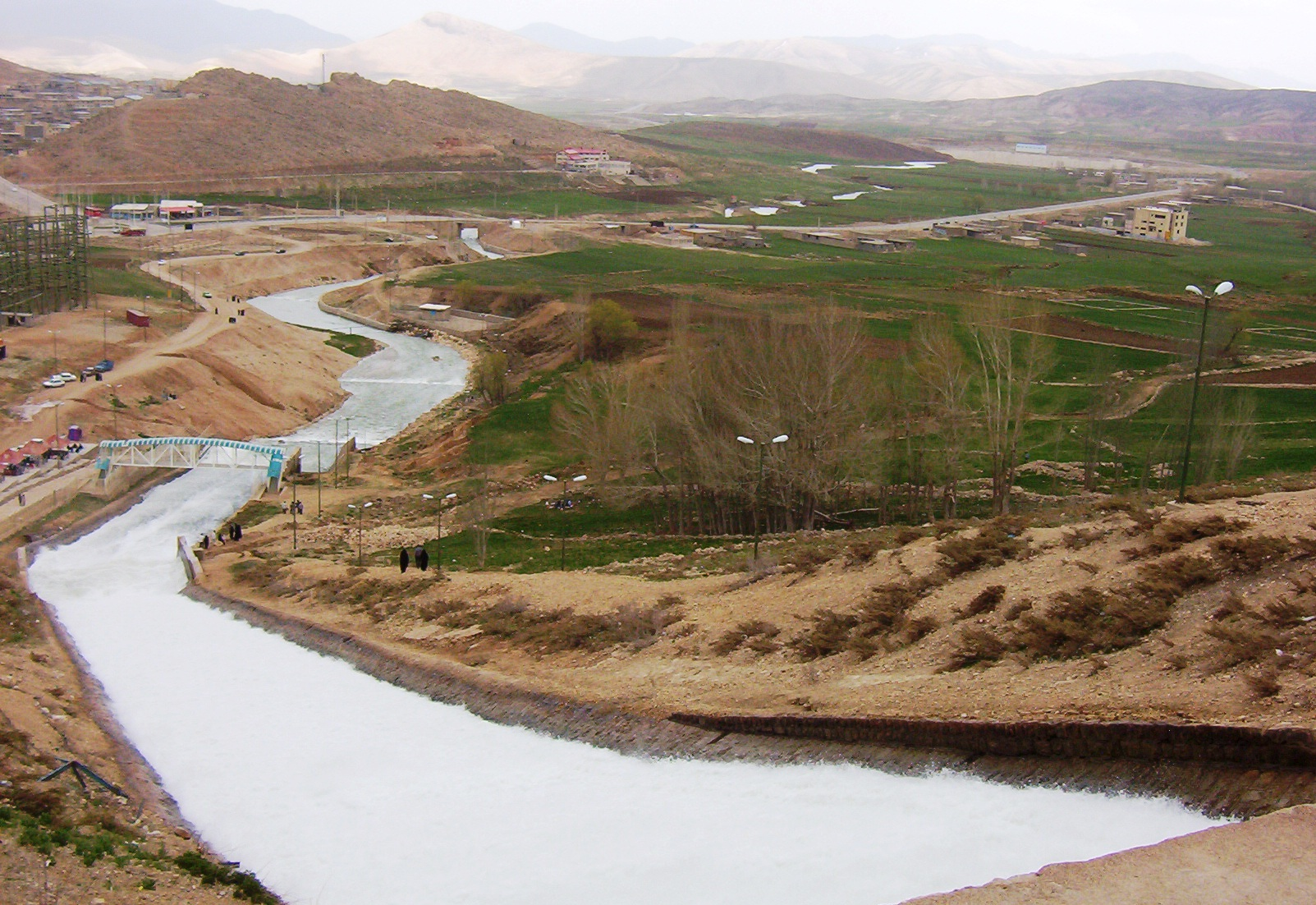
Zayanderuds källa. Koohrangtunneln ger vatten från inuti berget Zagros
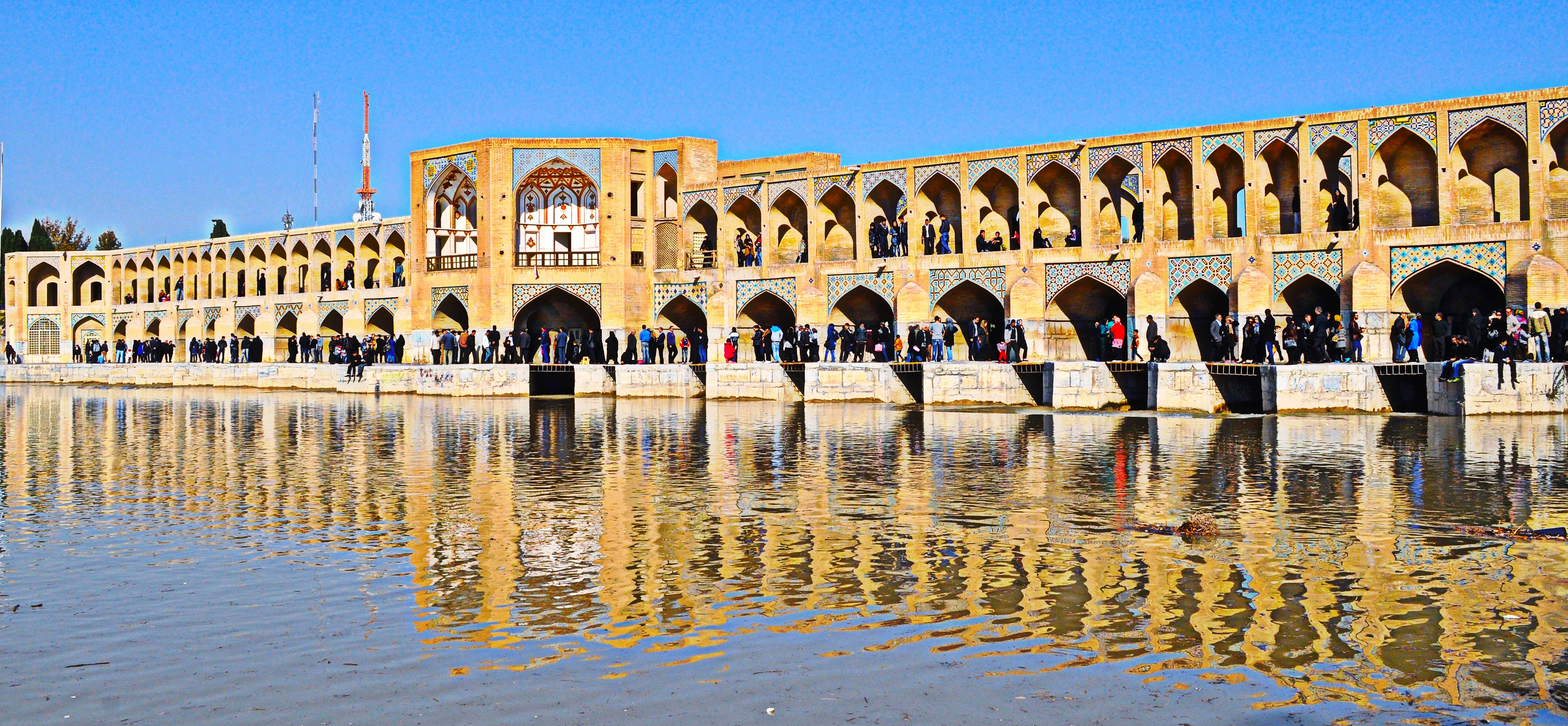
Khajubron
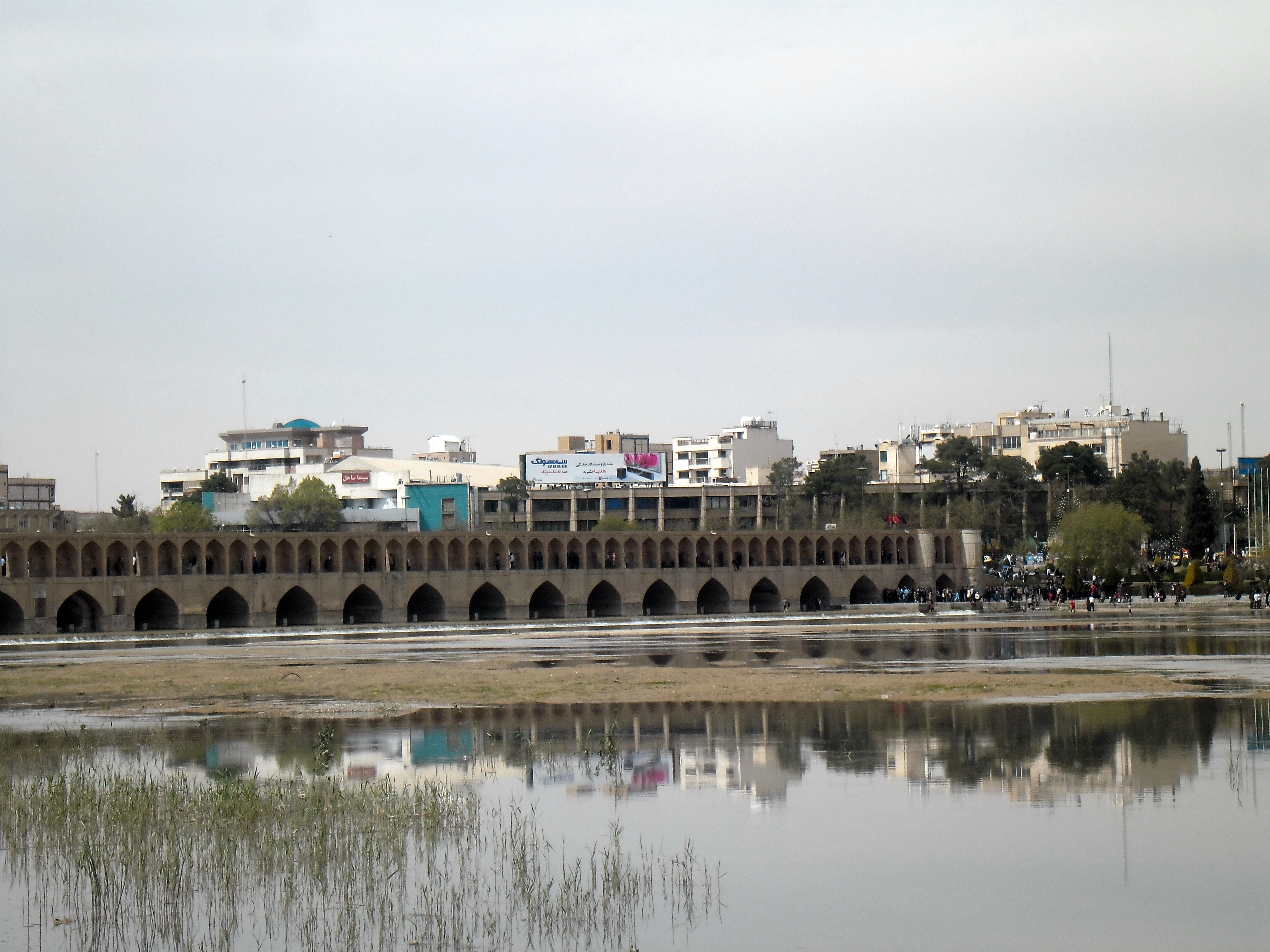
Khajubron
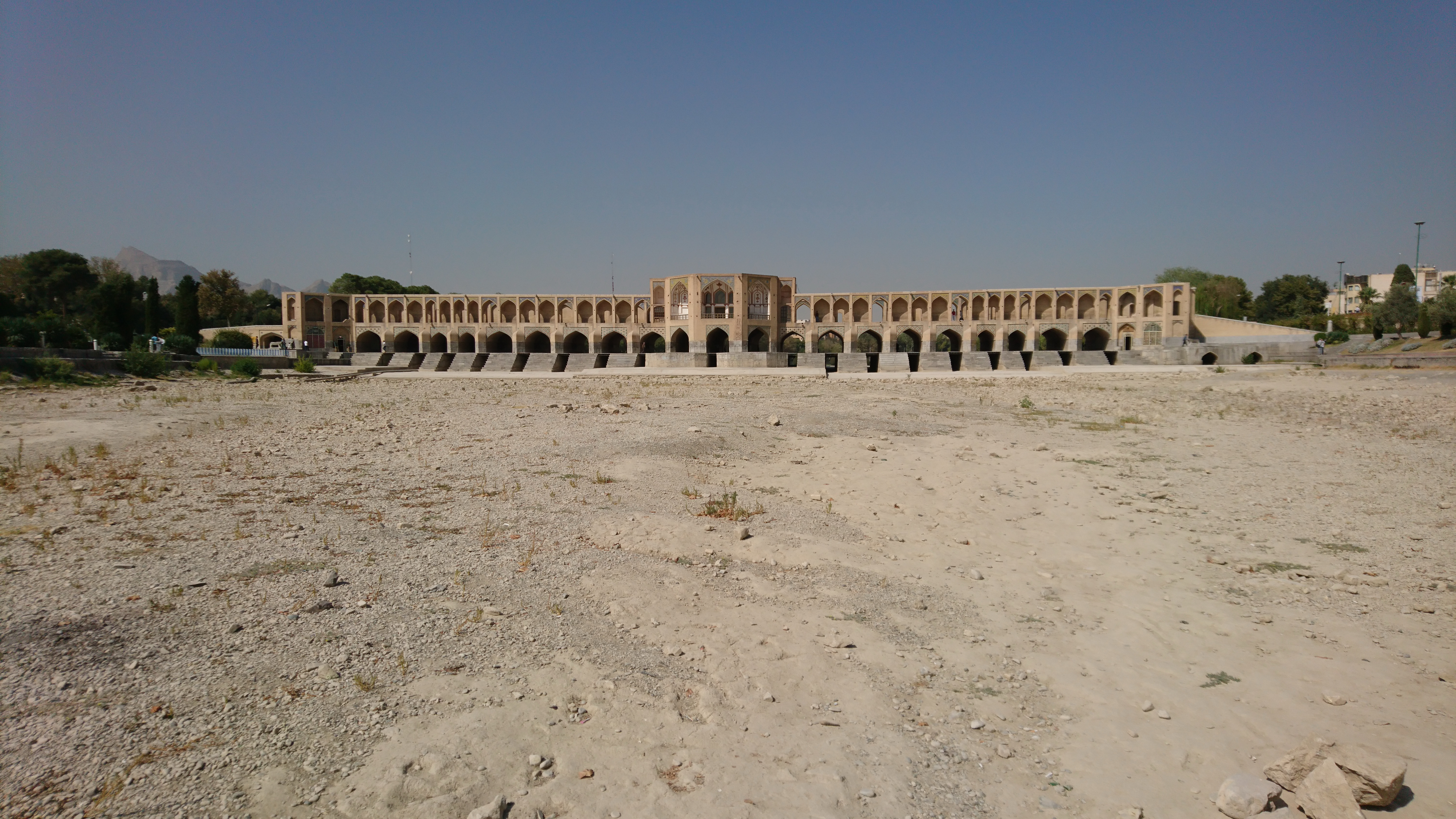
Khajubron
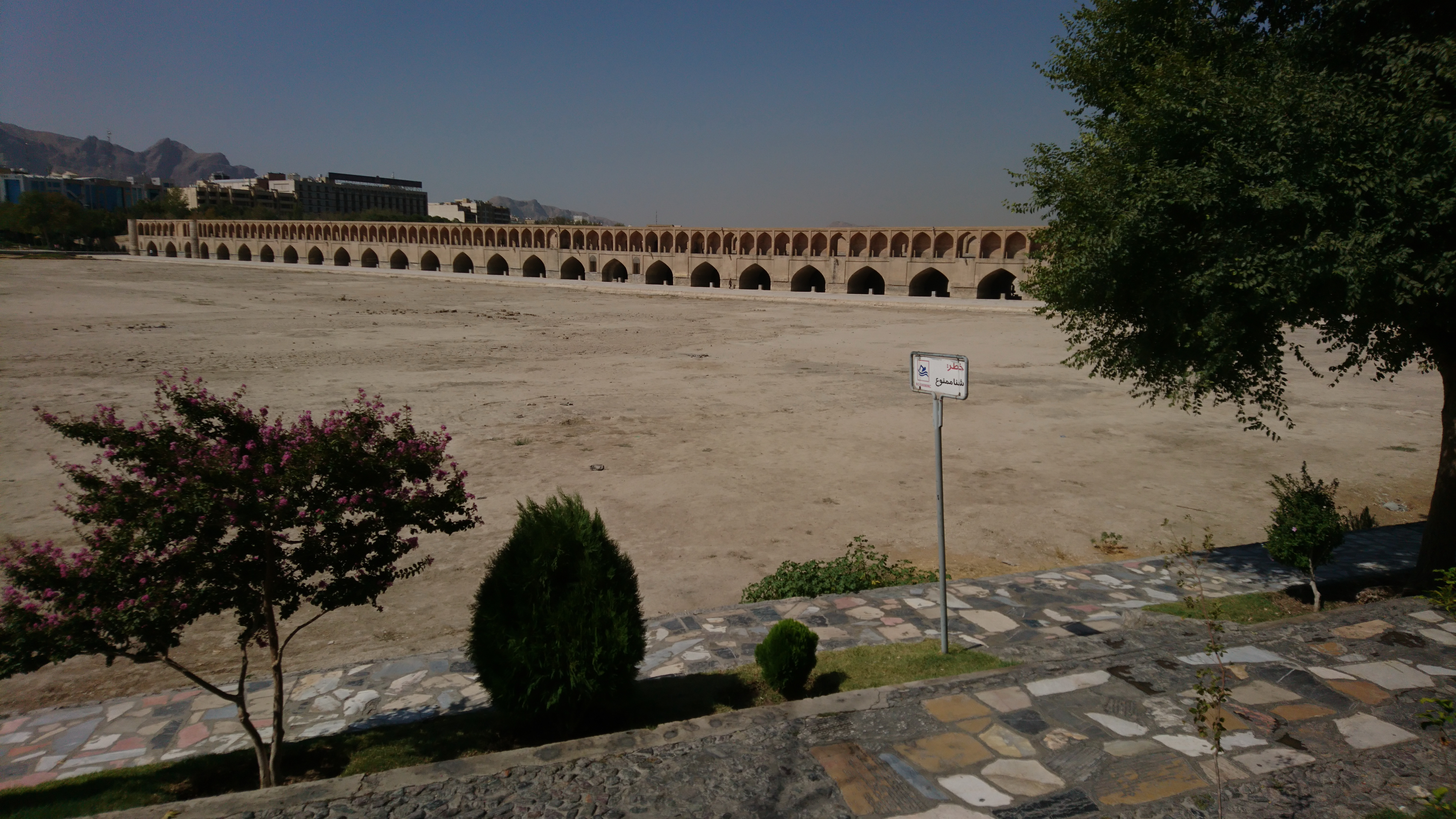
Khajubron
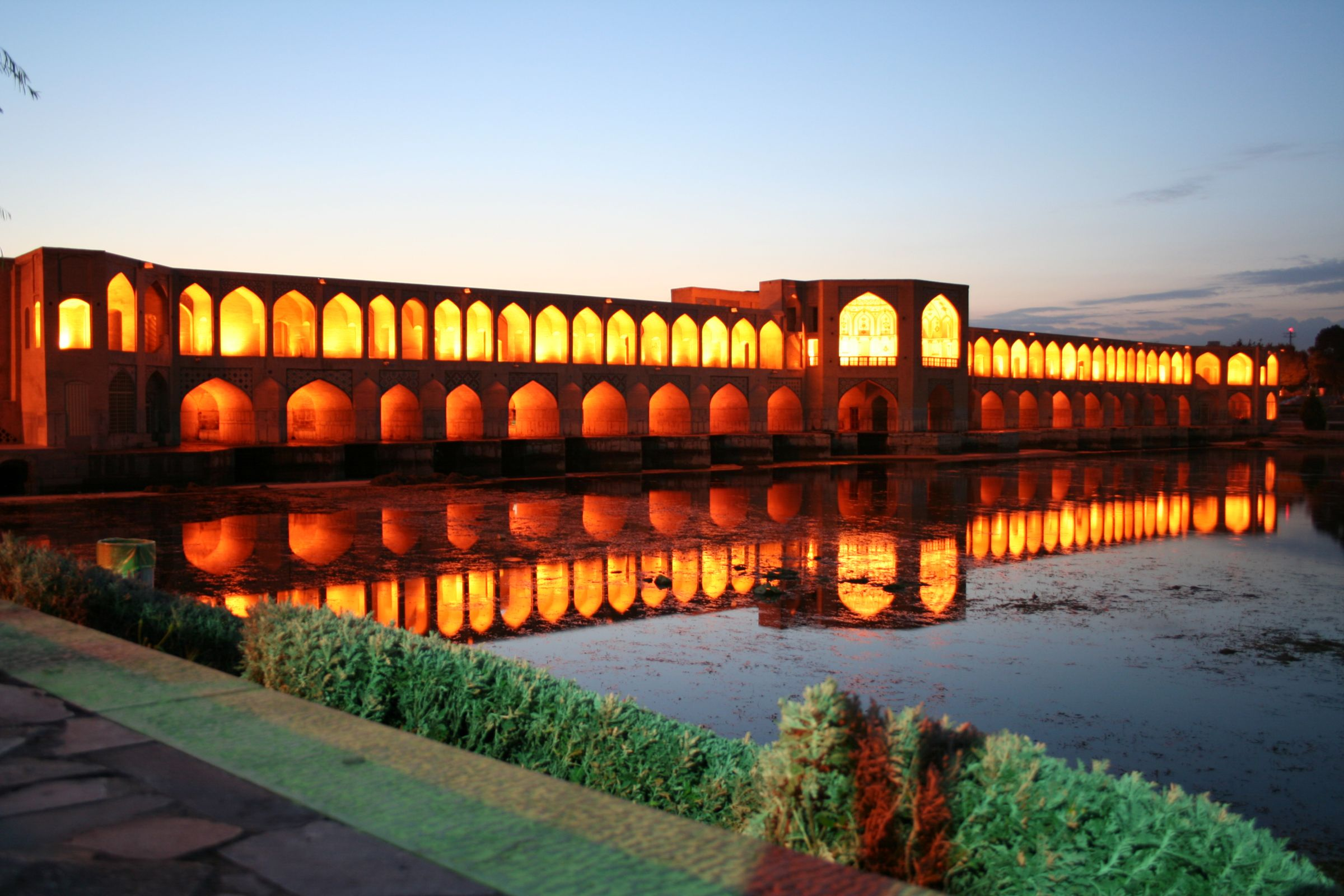
Khajubron